# 1595 en arts plastiques
| Années des arts plastiques : 1592 - 1593 - 1594 - 1595 - 1596 - 1597 - 1598    |
| Décennies des arts plastiques : 1560 - 1570 - 1580 - 1590 - 1600 - 1610 - 1620 |

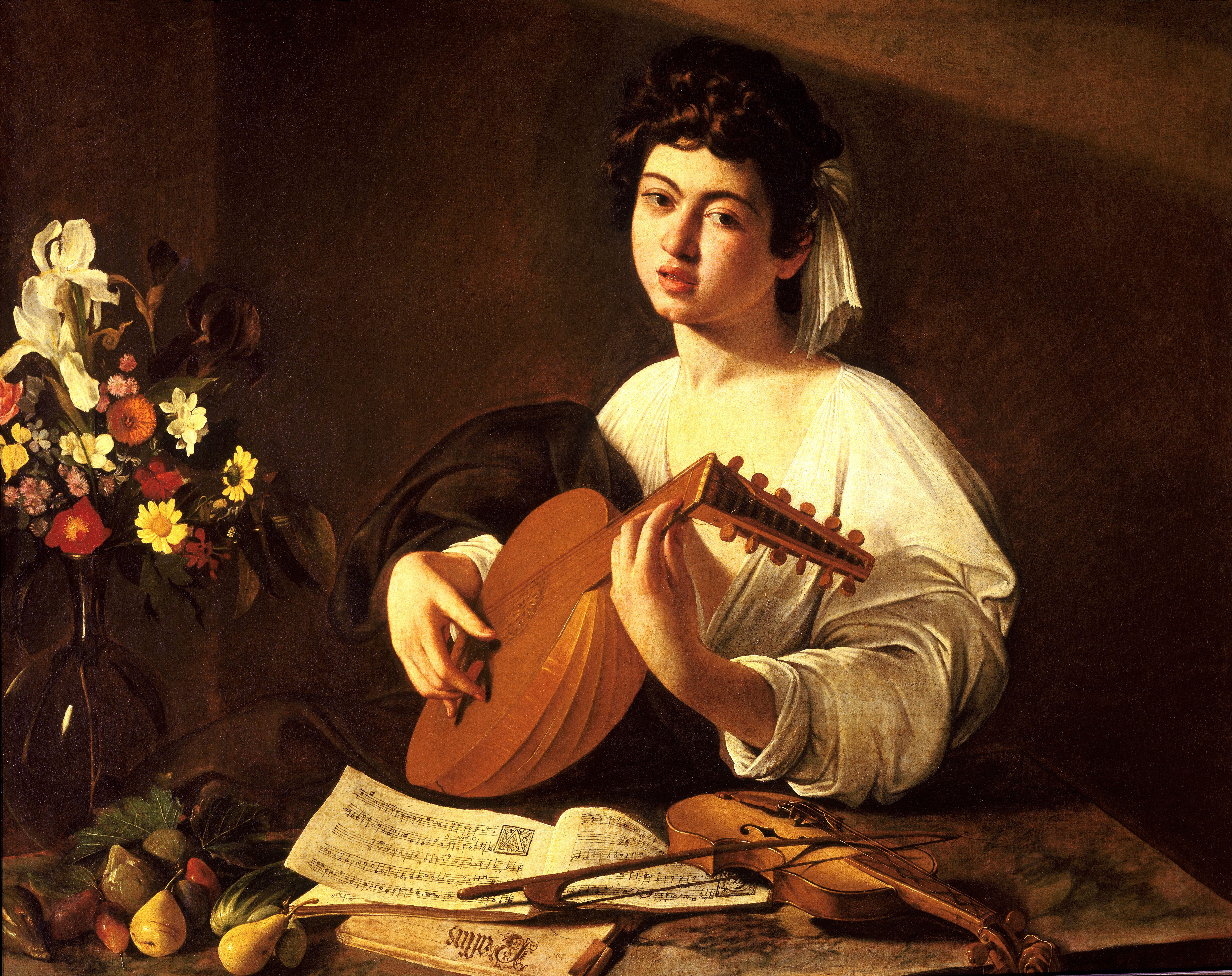
Le Joueur de luth, du Caravage.

Cette page concerne l'année 1595 en arts plastiques.

## Œuvres
- Les Tricheurs : tableau du Caravage

## Naissances
- 6 avril : Pieter de Molyn, graveur, peintre, dessinateur et éditeur néerlandais († 23 mars 1661),
- 31 juillet : Alessandro Algardi, sculpteur, décorateur et architecte italien († 1654),
- ? :
  - Francisco Barrera, peintre baroque du siècle d'or espagnol († 1658),
  - Philippe de Buyster, sculpteur flamand naturalisé français († 16 mars 1688),
  - Pieter Lisaert IV, peintre flamand, († vers 1630),
  - Goffredo Wals, peintre baroque, paysagiste allemand († 1638),
- Vers 1595 :
  - Dirck van Baburen, peintre néerlandais († 21 février 1624),
  - Tomás Yepes, peintre espagnol († 1674).

## Décès
- ? mars : Hernando de Ávila, peintre et enlumineur espagnol (° vers 1538),
- 26 juillet : Augustin Cranach, peintre allemand (° 1554),
- 20 août : Alessandro Ardente, peintre portraitiste italien (° ?),
- ? :
  - Georges Boba, peintre et graveur français (° 1540),
  - Jean Cousin le Jeune, peintre maniériste français (° vers 1536),
  - Ercole Procaccini il Vecchio, peintre italien (° 1520),
  - Pellegrino Tibaldi, architecte et peintre italien appartenant à l'école lombarde (° 1527).